# Juan Shui
Juan Shui är ett vattendrag i Kina. Det ligger i provinsen Hunan, i den södra delen av landet, omkring 46 kilometer söder om provinshuvudstaden Changsha.
Genomsnittlig årsnederbörd är 1 784 millimeter. Den regnigaste månaden är maj, med i genomsnitt 354 mm nederbörd, och den torraste är oktober, med 38 mm nederbörd.